# Dimaruguri
Dimaruguri là một thị trấn thống kê (census town) của quận Nagaon thuộc bang Assam, Ấn Độ.

## Nhân khẩu
Theo điều tra dân số năm 2001 của Ấn Độ, Dimaruguri có dân số 9219 người. Phái nam chiếm 52% tổng số dân và phái nữ chiếm 48%. Dimaruguri có tỷ lệ 66% biết đọc biết viết, cao hơn tỷ lệ trung bình toàn quốc là 59,5%: tỷ lệ cho phái nam là 71%, và tỷ lệ cho phái nữ là 61%. Tại Dimaruguri, 13% dân số nhỏ hơn 6 tuổi.